# PZL-Mielec Lim-6
O Lim-6 foi um caça Polonês utilizado entre 1961 e 1992 pela Força Aérea Polaca. Era uma variante do Mikoyan-Gurevich MiG-17/Lim-5 (Designação OTAN Fresco).

## Desenvolvimento
Em 1955 a Polônia comprou a licença de produção do caça soviético MiG-17, o caça básico dos países do Pacto de Varsóvia. A aeronave sob licença recebeu a designação Lim-5 (uma abreviação de: licencyjny myśliwiec - "caça sob licença"). O primeiro Lim-5 foi produzido pela WSK-Mielec em 28 de Novembro de 1956, substituindo a produção do Lim-2 (MiG-15bis). Até o fim da produção em 1960, 477 Lim-5s foram fabricados, tornando-se o caça básico Polaco (Este número inclui as aeronaves Lim-5R de reconhecimento, equipados com uma câmera AFA-39). Em 1959 a Polônia começou a produzir sob licença o interceptor MiG-17PF, equipado com o radar Izumrud-5 (RP-5), como Lim-5P. Até 1960, 129 destas aeronaves foram produzidas.
No final da década de 1950 foram iniciadas campanhas na Polônia para desenvolver uma aeronave de ataque leve baseada no Lim-5. O MiG-17 básico e o Lim-5 podia levar apenas duas bombas de 250 kg, o que substituiu os tanques de combustível sob as asas. Após construir protótipos, designados 'CM', em 1960 os Polacos começaram a produção de um caça, Lim-5M. Este introduziu várias modificações ao caça, sendo a maior parte delas focadas em permitir a aeronave modificada ser baseada em aeródromos despreparados. Tinha o dobro de rodas no trem de pouso, um pára-quedas para freio e auxílios para implantação do JATO. As seções da asa próximas à fuselagem eram notavelmente mais grossas, por conterem tanques de combustível adicionais. Ao invés de duas bombas, podia carregar dois lançadores para oito foguetes 57 mm S-5. Em 1961, 60 Lim-5M's foram produzidos e entregues à Força Aérea Polaca em Novembro de 1961. Entretanto, não obtiveram sucesso; as asas mais grossas diminuiram seu desempenho e tornaram o voo mais complicado, aumentando também o arrasto, o que levou ao aumento no alcance planejado não ser atingido.
O Lim-5M foi considerado como uma versão provisória, e os trabalhos em uma aeronave mais avançada continuaram, testando muitas ideias diferentes. Em 1961, 40 Lim-6 caças foram construídos. Eles trouxeram novos blown flaps, mas os testes apresentaram problemas com o motor modificado do Lis-6 e as aeronaves não foram entregues à Força Aérea. Como resultado disso, foi decidido que seriam redesenhados as seções da asa grossas com tanques de combustível, os blown flaps, rodas duplicadas e o JATO, retornando para a construção pouco modificada do Lim-5, com capacidade aumentada de carregar armamento.
Em 1963 os Polacos começaram a produção da variante final do caça, o Lim-6bis. Possuía asas padrão e rodas simples, como o Lim-5. Uma modificação importante foi a adição de dois pilões sob as asas para armamento próximos à fuselagem. Outra foi a inclusão do compartimento do pára-quedas de freio abaixo do leme. Estas aeronaves entraram em serviço na Força Aérea em 1963, mas não foram aceitas oficialmente até 14 de Setembro de 1964.
Até 1964, 70 Lim-6bis haviam sido construídos e uma quantidade dos Lim-5Ms e Lim-6s foram reconstruídos com o padrão do Lim-6bis. Outra quantidade também foi convertida para uma versão de reconhecimento Lim-6R (ou Lim-6bisR) com uma câmera AFA-39 sob a fuselagem.